# Bavn
 For alternative betydninger, se Bavn (flertydig). (Se også artikler, som begynder med Bavn)
 "Bålhøj" og "Bavnehøj" omdirigeres hertil. For andre betydninger, se Bålhøj (flertydig) og Bavnehøj (flertydig).
En bavn eller baun, der egentlig betyder en brændestabel, er et bål tændt på et højtliggende sted, f.eks. på en bavnehøj, hvorfra det (bavneblus eller bauneblus) kan ses vidt omkring. Man har helt tilbage fra vikingetiden brugt bavner til at kalde folk sammen f.eks. ved fjendtligheder. Så bavne blev anvendt som signallys. Ofte blev en gravhøj brugt til at sætte bavnen på.
Bavnevarslingen udgjorde to hovedlinjer i Danmark; et langs kysterne - og et som gik gennem landsdelene fra herred til herred.

## Bavnehøje
En mængde lokaliteter i Danmark har navne med forstavelsen bavn- eller baun- som følge af deres historiske anvendelse som bålplads. Baunehøj, Bavnehøj, Bavnebjerg, Bavnebakke Frøbjerg Bavnehøj, Ejer Bavnehøj, Agri Bavnehøj, etc. er velkendte eksempler.
I tidens løb er der naturligvis sket en del ændringer, hvor navne er blevet ændret fonetisk eller er tilskrevet en anden høj end den oprindelige. En egentlig kortlægning af bavnernes placering i Danmark er ikke foretaget.
Forekommer også som familienavn, både i formen Bavn og Baun. Baunsgaard, Baunshøj og flere af de nævnte stednavne er eksempler herpå.

### Bålhøje
I det nordligste Jylland findes der ikke navne med bavnehøj, men i stedet bålhøj. Forklaringen på denne forskel kendes ikke.

## Historisk
Den norske konge Håkon Adelstenfostre anlagde omkring år 950 et kystforsvar med et varslingssystem af bavner.
Første gang ordet optræder på skrift i Danmark er i en forordning udstedt på Sjællands Landsting i 1428. Heri står:

"At nar fyendæ kommæ fore landet og bagn brænder oc widie brand gingæ, hwilken i then stædt hiemæ sadhæ, oc til lagh aller komen waare, 
 oc foor man hanwm, bør at hengæ weth syn egen byelkæ."

På mangelfuldt nutidsdansk: "Den, der bliver hjemme og ikke møder op, når fjenden er i landet og bavnen brænder, skal hænges fra sin egen bjælke".
I 1444 nævner kong Erik af Pommern i et brev i Esrombogen ordet bavn i forbindelsen bavnevagt, hvorfor det kan udledes, at der eksisterede en organiseret brug af bavnerne.
Under svenskekrigene blev der gjort megen brug af bavner. Christian 4. bestemmer i forbindelse med krigen i 1627, at
"hvert herred skal have sin alarmplads, hvor folkene skal møde. Desuden skal der holdes standvagt og landbål med den allerstørste flid, hvortil der skal forordnes godt og skikkeligt folk. Påkommes fare, skal en af vagterne ved bavnene straks meddele det til lensmanden og kaptajnen, hvorefter bønderne skal søge deres alarmplads eller hvorhen de kommanderes. For at vagten ikke skal forsømmes, skal lensmanden selv, kaptajnen og fogderne i lenet have opsyn med bavnen. Hvor der oprettes bål, skal der foruden strandvagten holde to duelige karle til hest, som straks skal advare lensmanden og officererne, om der sker indfald eller landgang under deres fæsters (fortabelse?)"

Et kongeligt brev fra 1633 præciserer ligeledes, at bønderne skal møde på de forordnede vagt- og alarmpladser, når de får bud eller bålene brændes.
Signalering ved hjælp af bavner blev brugt sidste gang i Sønderjylland under krigen i 1864. Nørrejylland var stoppet med at bruge bavnesystemet efter Slavekrigen i 1848. Herefter blev andre signalmidler benyttet, i første omgang telegrafen.
Bavnebål blev tændt over 200 steder i Danmark for at fejre Prins Christians fødsel i oktober 2005.

## Ekstern henvisning
- Visning og søgning af danske stednavne